# Гильом III (граф Тулузы)
Гильом III Тайлефер (фр. Guillaume de Toulouse, 970/975—1037) — граф Тулузы, Нима, Альби и Керси (978—1037), сын Раймунда V Тулузского и Аделаиды Анжуйской.

## Происхождение
Происхождение Гильома сомнительно. Долгое время историки считали его родителями Раймунда III Понс и Герсенду, однако современные исследования доказывают, что матерью Гильома была Аделаида Анжуйская, а отцом был её супруг Раймунд V, не включенный в традиционную родословную, составленную Бенедиктинцами и приводимую в «Histoire Générale du Languedoc», которую использовали последующие графы Тулузы.

## Биография
Гильом стал графом Тулузы, Нима, Альби и Керси, а также маркизом Готии в 978 или 979 году. В маркизате Готия его соправителями были Раймунд III и Гуго, графы Руэрга.
В 1018 году был убит единоутробный брат Гильома, Гильом II Прованский, сын Аделаиды Анжуйской от другого брака.  Гильом Прованский оставил трёх малолетних детей. Знать Прованса восстала и Аделаида, обеспокоенная судьбой внуков, попросила помощи у их дяди, Гильома Тайлефера. Между 1021 и 1023 годами он сам женился на Эмме, графине Прованса, чтобы спасти племянников и держать в повиновении мятежных дворян.
Гильом Тайлефер и его вассалы были известными не только в Лангедоке захватчиками церковной собственности. Граф Тулузы украл имущество  из аббатства Лезат, но вернул его обратно между 1015 и 1025 годами. Сам папа римский Иоанн XIX приказал ему прекратить грабеж в Муассаке. Впоследствии преемник Гильома, Понс, уладил конфликт, передав Муассак аббатству Клюни.
Гильом III был самым могущественным феодалом на юге Франции, в то время как значение власти короля уменьшалась в его владениях. Он носил титул маркиза Готии, в то время ещё активно используемый Тулузским домом. Тайлефер распространил своё влияние на Нарбонну и даже Прованс, используя преимущества, которые дал ему брак с Эммой. Однако в своем собственном городе Тулуза он был вынужден под давлением совета местной знати и священнослужителей отказаться от сбора налогов с рынка.
В 1037 году Гильом скончался. Он передал графство Тулузское и свои другие владения сыну Понсу.

## Брак и дети
1. Жена: Арсенда Анжуйская
- Раймунд (990/995 — ранее ноября 1024). Возможно, он был сыном от второй жены.

2. Жена (свадьба не позднее 992): Эмма (975/980—после 1063), графиня Прованса
- Алалрик (993/996 — ранее ноября 1024)
- Понс Гильом (995/997—1060) — граф Тулузы 1037—1060
- Бертран (997/998 — после 23 апреля 1040) — граф Прованса

Возможно, у Гильома также была внебрачная дочь Жервеза Эмма (р. 1010/1030)